# 點紋裸胸鱔
點紋裸胸鱔，又稱點紋裸胸鯙，為輻鰭魚綱鰻鱺目鯙亞目鯙科的其中一種，分布於西大西洋區，從美國北卡羅來納州至巴西東南部，東大西洋區的亞松森群島及聖赫勒拿島海域，棲息深度可達200公尺，體長可達200公分，為底棲性魚類，生活在珊瑚礁、岩礁區，屬肉食性，以魚類及甲殼類為食，口具利齒，會造成創傷，可作為食用魚及觀賞魚。